# Archontes
Archontes (Архонтес) — московская группа, играющая в стиле пауэр-метал. Одна из первых групп, играющий пауэр-метал в России.

## История
Группа организована вокалистом и клавишником Андреем «Архонтом» Федоренко в 1993. После нескольких изменений состава к группе присоединился гитарист Евгений «Gene Hans» Савостьянов. Таким образом сформировался состав записавший в 1993 году первую демо-ленту «Concerto For A Little Darkness And Orchestra»:
- Андрей «Архонт» Федоренко — вокал, клавишные
- Евгений «Gene Hans» Савостьянов — гитара
- Александр Риконвальд — гитара (впоследствии Монгол Шуудан, Дягель & Монголы, сессионная работа с разными исполнителями)
- Григорий Козлов — бас (впоследствии Монгол Шуудан)
- Владимир Латинцев — барабаны

Демо содержало 4 песни. После выпуска демо группа дала ряд концертов в клубах и приняла участие в нескольких фестивалях, получив широкую известность в кругах московских поклонников групп Helloween и Blind Guardian.
Песни группы прозвучали на радио «Эхо Москвы» в программе «Хранитель Колец». Известный музыкальный критик Всеволод Баронин ведущий программы «Рок-Интенсив» на Радио России в 1995 году назвал группу одной из самых многообещающих молодых групп и отметил её как «лучший концертный состав 1995 года».
В конце 1995 — начале 1996 года произошли изменения в составе. Ушли Риконвальд, Козлов и Латинцев на их место пришли гитарист Роман Зоркальцев, басист Сергей Захаров (впоследствии Король и Шут) и барабанщик Алексей Быков (экс Железный Поток, Коррозия Металла, впоследствии — Монгол Шуудан, The Arrow, Hunters и др). 1996 года году в этом составе группа записала второе демо «Holy Battle has Begun». Демо содержало 2 песни и предназначалось специально для Германии. Демо получило хорошую оценку от музыкантов Gamma Ray. Официально фонограмма не вышла и вскоре из-за неких внутренних конфликтов команда дала паузу. В 1996 после распада группы Андрей Федоренко работал некоторое время с Adolf Castle. Примерно через полгода Евгений Савостьянов вернулся в группу и группа реанимировалась с Сергеем Швора на басу и Алексеем Быковым на барабанах.
Состав 1996—2000:
- Андрей Федоренко — вокал, клавишные
- Евгений Савостьянов — гитара
- Алексей Быков — барабаны
- Сергей Швора — бас

Летом 1997 года группа записала первый альбом «Saga of Eternity» выпущенный фирмой Metalagen Records в 1998 году. Альбом получил хорошие оценки не только в России, но и в западных рок-изданиях.
В 1999 году на фирме Valiant Music выходит второй альбом группы The World Where Shadows Come To Life. В 2000 году альбом выходит в некоторых европейских странах (в частности Италии, Германии). По словам Андрея Федоренко, альбом развивает идеи, заложенные в Saga Of Eternity — желание человека уйти в другой, лучший мир, который существует в его снах, фантазиях, в хороших книгах, в музыке.
В 2000 году группа перешла в стазис. Савостьянов и Швора создают группу Hunters, в это же время уходит Алексей Быков. В том же году из музыкантов московской группы «Four of a Kind» формируется новый состав группы:
- Андрей Федоренко — вокал, клавишные
- Захар Карпиков — гитара
- Сергей Белявский — барабаны
- Василий Марченко — бас

В таком составе группа выступала до 2001 года, когда состав группы претерпел очередные изменения. Состав 2001 года выглядел так:
- Андрей Федоренко — вокал, клавишные
- Вячеслав Молчанов — гитара (экс-Легион, Николай Носков, группа Александра Лосева, Hieronymus Bosch (группа), впоследствии — Кипелов, Рондо, Sixth Sense, сессионная работа)
- Дмитрий Кривенков — барабаны (экс-Легион, впоследствии — Эпидемия)
- Сергей Захаров — бас (впоследствии Король и Шут).

2002 год оказался годом неудач для группы. Archontes были включены в состав русских участников рок-фестиваля «Long Live Rock’n’Roll» в июне. Планировалось, что в фестивале примут такие группы и исполнители как Doro, Glenn Hughes, Gamma Ray, Uriah Heep, Sodom, Grave Digger, Saxon. Фестиваль был отменён, как заявили организаторы, в связи с беспорядками в центре Москвы устроенными футбольными болельщиками из-за проигрыша сборной России.
В октябре 2002 года Archontes были приглашены вместе с Shadow Host в качестве разогревающих команд для московского выступления Blind Guardian на Малой Спортивной Арене Лужников. Перед самым выступлением Archontes неизвестный позвонил с сообщением о заложенной бомбе. Концерт прервали. Никакой бомбы найдено не было, но выступление Archontes сорвалось, а Blind Guardian пришлось сократить программу.
В конце 2002 года из группы ушёл Сергей Захаров — в группу вернулся Василий Марченко, а на концертах Вячеслава Молчанова заменил Леонид Фомин (экс-Мастер, Валькирия, Саботаж, впоследствии Харизма). Вячеслав Молчанов вместе с тем продолжил студийную работу с Archontes.
В сентябре 2004 года Archontes выпустили свой третий студийный альбом Book One: A Child Of Two Worlds
и продолжили активную концертную деятельность в составе:
- Андрей "Archont" Федоренко — вокал, клавишные
- Леонид Фомин - гитара
- Дмитрий Кривенков - барабаны
- Василий Марченко- бас.

В 2005 году альбом Saga Of Eternity был переиздан фирмой Valiant.
24 сентября 2009 года на московской ежегодной выставке «Москва Музыка-2009» прошло выступление группы в обновлённом составе с новой программой.
- Андрей "Archont" Федоренко — вокал, клавишные
- Роман Гурьев - гитара
- Сергей Белявский - барабаны
- Александр "mr G" Гуральник - бас

Весной 23 мая 2010 года группа выступила в московском клубе Plan B на разогреве Blaze Bayley (ex-вокалист Iron Maiden). В концерте прозвучали как новые композиции, так и старые хиты.
16 сентября 2011 года Archontes выпускают сингл «Колыбельная», полностью доступный для скачивания на официальном сайте группы. Впервые в истории группы на пластинке представлен русскоязычный материал.
В начале 2012 года Александр "Змей" Цветков (участник таких групп как The Arrow, Mental Home, "Соколиная охота") присоединился к группе в качестве бас-гитариста, заменив Александра Гуральника.
19 апреля 2012 года группа, представила новую песню "Back in the Game" для свободного скачивания .
Летом 2012 года группа приняла участие в чешском фестивале Masters of Rock, а также совершила первый гастрольный тур по Европе.
17 мая 2014 года на лейбле Metalism Records состоялся релиз первого в истории группы русскоязычного альбома «Когда-нибудь и никогда».
В 2014 году барабанщик группы Сергей Белявский покинул коллектив в связи с переездом в другую страну. Его заменил Евгений Лайков (экс-"Помпеи", Эпидемия).
В 2016 году, в связи с занятостью в группе Arida Vortex, группу покинул Роман Гурьев. Его заменил Евгений «Jin» Мищенко (экс-«Мириада», Jin, «Эпитафия»).
В 2017-м году прошли концертные выступления с немецкими группами Running Wild и Primal Fear.
В 2023-м году вышел новый мини-альбом (EP) The Once And Future Fool при участии с Вячеславом Молчановым (Гитара)

## Интересные факты
- Вокалист группы Андрей "Архонт" Федоренко — автор музыки многих отечественных и зарубежных компьютерных игр[7][8].
- Андре Андерсен — основатель датской группы Royal Hunt, в одном из интервью, упомянул Archontes, как единственную российскую рок-группу, которую он «по-настоящему слышал», и высоко оценил уровень музыкантов[9].
- 11 декабря 2016 года Андрей Федоренко заменил фронтмена датской группы Artillery Майкла Бастхольма Даля на концерте в Тбилиси.[10][11][12]
- У Андрея "Архонта" Федоренко существует собственный сольный проект.

## Состав

### Состав на 2023 год
- Андрей «Архонт» Федоренко — вокал, клавиши
- Александр «Змей» Цветков — бас
- Евгений «Джон» Лайков — барабаны

## Дискография

### Демо-ленты
- 1993 — Concerto For A Little Darkness And Orchestra
- 1996 — Holy Battle has Begun

### Студийные альбомы
- 1997 — Saga Of Eternity
- 1999 — The World Where Shadows Come To Life
- 2004 — Book One: A Child Of Two Worlds
- 2014 — Когда-нибудь и никогда
- 2023 — The Once And Future Fool (EP)

### Синглы
- 2011 — Колыбельная
- 2012 — Back In The Game
- 2018 — Saga of Eternity XXI